# バスマウス
バスマウス(英：bus mouse)は専用のインタフェースを使ってコンピューターに接続するパーソナルコンピュータ用マウスのことである。

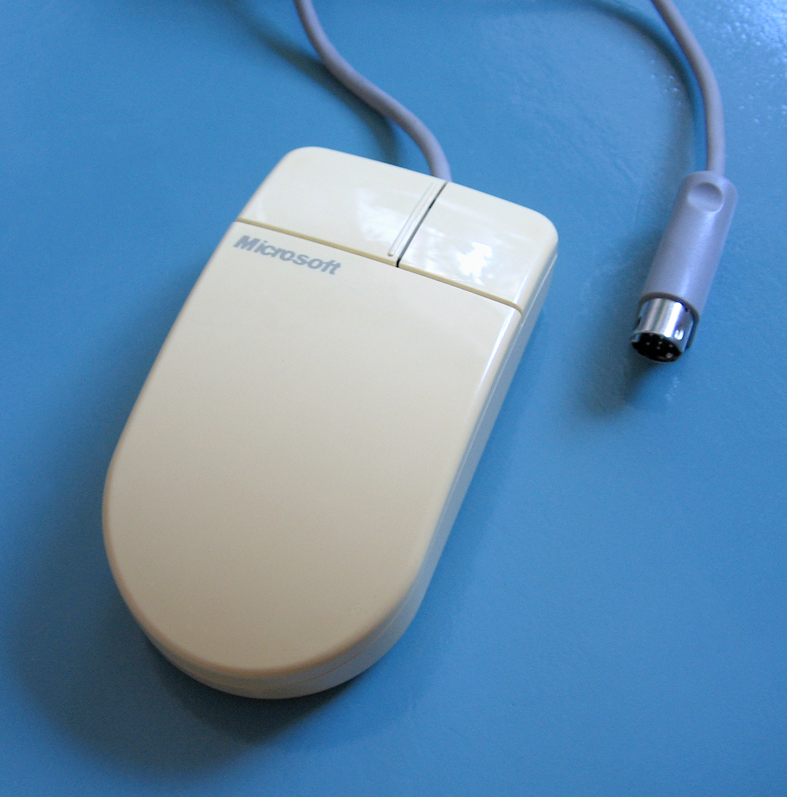
Microsoft InPortバスマウス、9ピン丸形コネクタが写っている

## 概要
1980年代、マウスインタフェースはまだIBM PC互換機に統合されておらず、専用のバスインタフェース（ISA拡張カードに含まれる）がマウスを接続する2つの方法のうちの1つであった。IBM PS/2が登場したとき、マウスインタフェースはオンボードのキーボードコントローラに統合された。バスマウスはパラレル通信であるのに対し、PS/2はシリアル通信というように通信方式が異なる。1990年代にはPS/2コネクタ、2000年代以降はUSBに置き換えられた。
バスマウスは日本においてはPC-9800シリーズで使われていた。ごく初期の機種はオプションだったが、その後は本体に標準搭載されるようになった。当初の端子形状はDサブ9ピン（本体側がメス）だったが、PC-H98シリーズや中期以降の機種ではミニDIN9ピン（本体側がメス）になった。